# Маргарита Орлеанська (1846—1893)
Маргарита Аделаїда Марія Орлеанська (фр. Marguerite Adélaïde Marie d'Orléans), ( 16 лютого 1846 —  24 жовтня 1893) — французька принцеса з Орлеанського дому, донька герцога Немурського Луї та принцеси Саксен-Кобург-Готської Вікторії, дружина польського князя Владислава Чарторийського.

## Біографія

### Дитинство та юність
Маргарита народилась 16 лютого 1846 року у павільйоні Марсан палацу Тюїльрі в Парижі за два дні після 24-го дня народження матері. Вона була третьою дитиною та старшою донькою в родині герцога Немурського Луї та його дружини Вікторії Саксен-Кобург-Готської. Мала старших братів Гастона та Фердинанда. Францією в цей час правив їхній дід Луї-Філіпп I. 
В ході французької революції 1848 року монархія була скасована, і королівська родина виїхала за кордон. Сімейство герцога Немурського надалі мешкало у маєтку Шин-хаус на Шин-лейн поблизу Лондона. Матір близько товаришувала зі своєю кузиною королевою Вікторією. Та, у своєму листі до дядька Леопольда писала про доньку подруги:
|  | «Маленька Маргарита — зачіплива та норовлива малеча і абсолютно відмовляється говорити як із нами, так і зі своїми маленькими кузенами; вона ніколи не буде такою вродливою, як її прекрасна, дорога матір». англ. «Little Marguerite is a provoking & obstinate little thing & absolutely refusing to speak either with us or her little Cousins; she never will be near as pretty as her lovely, dear Mother». |

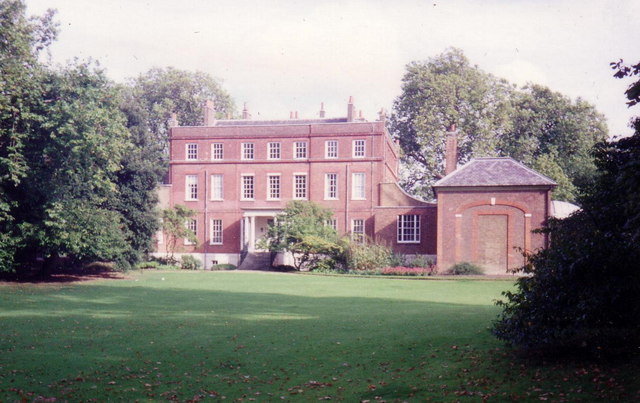
Буше-хаус

Вікторія померла після народження молодшої доньки Бланки, коли Маргариті було 11. Батько більше не одружувався, до дітей він ставився суворо, намагаючись таким чином загартувати їх. Він часто озвучував думку, що з двох завдань треба завжди вибирати важче. Загалом вихованням дітей після смерті матері займалася бабуся Марія Амелія, яка відносилася до них з ніжністю та турботою.
У 1863 та 1865 роках Маргарита з молодшою сестрою відвідали фотографічну студію Каміля Сілві у Лондоні.
У 1864 році їхній брат Гастон від'їхав до Південної Америки, де оженився з імператорською принцесою Бразилії Ізабеллою. У 1865 році королева Вікторія запропонувала родині Буше-хаус в Теддінгтоні, також біля Лондона, де вони і мешкали до поверннення у Францію.
Навесні 1868 року герцог Немурський із Маргаритою та Фердинандом прибув до Німеччини на води Ріппольдзау. Він, за порадою своєї сестри Клементини, сподівався оженити Маргариту з молодшим сином баварського герцога Максиміліана. Однак юний принц, який був молодшим за дівчину, ще не задумувався про подружнє життя. Натомість, Фердинанду сподобалася молодша донька Максиміліана, Софія Шарлотта, і за місяць він попросив її руки. У вересні 1868 року відбулося їхнє весілля, і Софія Шарлотта приєдналася до родини в Буше-хаусі. Маргарита добре ставилася до невістки, знаходячи її «милою та ласкавою».

### Повернення до Франції
Після падіння у Франції Другої французької імперії в 1871 році, сімейство змогло повернутися до Парижу. Там Маргарита познайомилася з польським княжичем Владиславом Чарторийським, молодшим сином Адама Єжи Чарторийського. Князь майже все життя провів у Франції, був удівцем, від першого шлюбу мав сина-підлітка, а також позашлюбного сина дитячого віку. Також жваво цікавився мистецтвом і мав величезну колекцію картин, скульптур та антикваріата. Невдовзі відбулося їхнє весілля.
У віці 25 років Маргарита взяла шлюб із 43-річним княжичем Владиславом Чарторийським. Вінчання пройшло 15 січня 1872 у замку Шантійї. Оселилися молодята в отель Ламбер у центрі Парижа. Окрім іншого, їм також належав родинний палац Чарторийських у Кракові та палац в Сеняві, на території Королівства Галичини та Володимирії у складі Австрійської імперії. У подружжя народилося двоє спільних дітей. 
У 1883—1886 роках Маргарита очолювала Комітет жінок з надання допомоги пораненим (CDSSBM) у складі Французького Червоного Хреста. Паралельно з цим її батько певний час був головою Товариства милосердя для військовослужбовців (SSBM).
Пішла з життя в часи Прекрасної епохи в Парижі у віці 47 років. Чоловік пережив її на вісім місяців і помер у червні 1894 року. Обоє поховані у родинному склепі Чарторийських в Сеняві.

## Родина

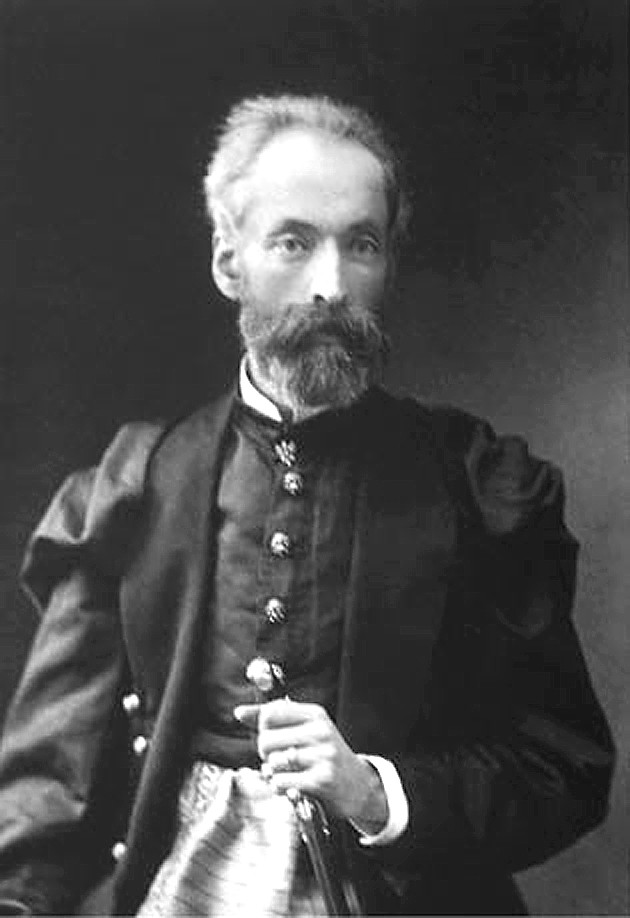
Владислав Чарторийський

Чоловік — Владислав Чарторийський
Діти:
- Адам Людвік (1872—1937) — 1-й ординат Синявський у 1897—1937 роках та 2-й ординат Голухувський у 1911—1937 роках, був одружений з польською княжною Марією Людвікою Красинською, мав восьмеро дітей;
- Вітольд Казимир (1876—1911) — 1-й ординат Голухувський у 1899—1911 роках, одруженим не був, дітей не мав.

## Титули
- 16 лютого 1846—15 січня 1872 — Її Королівська Високість Принцеса Маргарита Аделаїда Орлеанська;
- 15 січня 1872—24 жовтня 1893 — Її Королівська Високість Принцеса Маргарита Аделаїда Чарторийська.